# Draconectes narinosus
Draconectes narinosus là một loài cá được phát hiện là sinh sống trong các hang động trên đảo Vạn Giò thuộc Vịnh Hạ Long, Việt Nam. Chỉ có một loài đã biết trong chi Draconectes. Đây là loài cá không mắt và không vảy, các yếu tố này giúp chúng thích nghi trong môi trường hang động không có ánh sáng. Quan hệ họ hàng của loài này chưa được biết rõ nhưng nó có một số nét tương đồng với các loài cá hang động đã được miêu tả ở Quảng Tây thuộc chi Oreonectes.